# Liste der Bodendenkmäler in Martinsheim
Auf dieser Seite sind die Bodendenkmäler in der unterfränkischen Gemeinde Martinsheim zusammengestellt. Diese Tabelle ist eine Teilliste der Liste der Bodendenkmäler in Bayern. Grundlage ist die Bayerische Denkmalliste, die auf Basis des Bayerischen Denkmalschutzgesetzes vom 1. Oktober 1973 erstmals erstellt wurde und seither durch das Bayerische Landesamt für Denkmalpflege geführt wird. Die folgenden Angaben ersetzen nicht die rechtsverbindliche Auskunft der Denkmalschutzbehörde.

## Bodendenkmäler der Gemeinde Martinsheim

### Gemarkung Enheim
| Lage              | Objekt | Akten-Nr.     | Bild |
| ----------------- | --- | ------------- | ---- |
| Enheim (Standort) | Siedlung der jüngeren Latènezeit. | D-6-6326-0016 |      |
| Enheim (Standort) | Siedlung des Alt-, Mittel- und Jungneolithikums, der jüngeren Latènezeit und des frühen Mittelalters, Bestattungen des Mittelneolithikums und der Merowingerzeit sowie Burgstall des späten Mittelalters. | D-6-6326-0017 |      |
| Enheim (Standort) | Siedlung des Alt- und Mittelneolithikums, der Urnenfelderzeit, der Späthallstatt-/Frühlatènezeit und der jüngeren Latènezeit.                                                                             | D-6-6326-0210 |      |
| Enheim (Standort) | Siedlung des Alt- und Mittelneolithikums, Erdwerk des Mittelneolithikums und verebnete Grabhügel vorgeschichtlicher Zeitstellung.                                                                         | D-6-6326-0212 |      |
| Enheim (Standort) | Kapellenwüstung des späten Mittelalters und des 16. Jahrhunderts. | D-6-6326-0214 |      |
| Enheim (Standort) | Siedlung der Linearbandkeramik und der jüngeren Latènezeit. | D-6-6326-0215 |      |
| Enheim (Standort) | Siedlung des Neolithikums sowie der Hallstattzeit. | D-6-6326-0217 |      |
| Enheim (Standort) | Siedlung der Latènezeit. | D-6-6326-0218 |      |
| Enheim (Standort) | Siedlung der Hallstatt- und der Latènezeit. | D-6-6326-0223 |      |
| Enheim (Standort) | Siedlung des Alt- und Mittelneolithikums sowie der Metallzeiten und Körpergräber des Endneolithikums. | D-6-6326-0224 |      |
| Enheim (Standort) | Archäologische Befunde des Mittelalters und der frühen Neuzeit im Bereich der 1858 errichteten Evang. Pfarrkirche von Enheim sowie Vorgängerbauten und Körpergräber.                                      | D-6-6326-0304 |      |

### Gemarkung Geißlingen
| Lage                  | Objekt                                                             | Akten-Nr.     | Bild |
| --------------------- | ------------------------------------------------------------------ | ------------- | ---- |
| Geißlingen (Standort) | Körpergräber des Endneolithikums sowie Siedlung der Hallstattzeit. | D-5-6326-0015 |      |
| Geißlingen (Standort) | Siedlung vorgeschichtlicher Zeitstellung.                          | D-5-6326-0016 |      |

### Gemarkung Gnodstadt
| Lage                 | Objekt                                             | Akten-Nr.     | Bild |
| -------------------- | -------------------------------------------------- | ------------- | ---- |
| Gnodstadt (Standort) | Siedlung der Hallstatt- und der frühen Latènezeit. | D-6-6326-0222 |      |

### Gemarkung Gnötzheim
| Lage                 | Objekt | Akten-Nr.     | Bild |
| -------------------- | --- | ------------- | ---- |
| Gnötzheim (Standort) | Bestattungen der späten Bronzezeit. | D-6-6327-0048 |      |
| Gnötzheim (Standort) | Archäologische Befunde im Bereich des verebneten Burgstalles des 14.–17. Jahrhunderts mit Wassergraben sowie im Bereich des frühneuzeitlichen ehemalige Seinsheimschen Schlosses. | D-6-6327-0049 |      |
| Gnötzheim (Standort) | Siedlung der Urnenfelderzeit. | D-6-6327-0050 |      |
| Gnötzheim (Standort) | Archäologische Befunde des Mittelalters und der frühen Neuzeit im Bereich der Evangelisch-Lutherischen Pfarrkirche St. Johannes von Gnötzheim sowie Körpergräber.                 | D-6-6327-0224 |      |
| Gnötzheim (Standort) | Viereckschanze der späten Latènezeit. | D-6-6327-0278 |      |

### Gemarkung Martinsheim
| Lage                   | Objekt | Akten-Nr.     | Bild |
| ---------------------- | --- | ------------- | ---- |
| Martinsheim (Standort) | Siedlung vor- und frühgeschichtlicher Zeitstellung. | D-6-6326-0205 |      |
| Martinsheim (Standort) | Siedlung der Urnenfelderzeit. | D-6-6326-0206 |      |
| Martinsheim (Standort) | Siedlung der Späthallstatt-/Frühlatènezeit und der jüngeren Latènezeit.                                                                                               | D-6-6326-0209 |      |
| Martinsheim (Standort) | Siedlung vor- und frühgeschichtlicher Zeitstellung. | D-6-6326-0245 |      |
| Martinsheim (Standort) | Siedlung vor- und frühgeschichtlicher Zeitstellung. | D-6-6326-0246 |      |
| Martinsheim (Standort) | Siedlung vor- und frühgeschichtlicher Zeitstellung. | D-6-6326-0265 |      |
| Martinsheim (Standort) | Siedlung vor- und frühgeschichtlicher Zeitstellung. | D-6-6326-0273 |      |
| Martinsheim (Standort) | Siedlung vorgeschichtlicher Zeitstellung. | D-6-6326-0322 |      |
| Martinsheim (Standort) | Archäologische Befunde des Mittelalters und der frühen Neuzeit im Bereich der Evangelisch-Lutherischen Pfarrkirche von Martinsheim mit Kirchenburg und Körpergräbern. | D-6-6326-0324 |      |
| Martinsheim (Standort) | Körpergräber des Endneolithikums sowie Wüstung der frühen Neuzeit. | D-6-6326-0338 |      |
| Martinsheim (Standort) | Siedlung der Metallzeiten. | D-6-6326-0400 |      |
| Martinsheim (Standort) | Bestattungsplatz mit verebneten vorgeschichtlichen Grabhügeln. | D-6-6327-0121 |      |
| Martinsheim (Standort) | Bestattungsplatz mit verebnetem vorgeschichtlichem Grabhügel. | D-6-6327-0122 |      |
| Martinsheim (Standort) | Siedlung der Urnenfelderzeit und der späten Hallstatt- sowie der frühen Latènezeit.                                                                                   | D-6-6327-0150 |      |
| Martinsheim (Standort) | Bestattungsplatz mit Grabhügeln vorgeschichtlicher Zeitstellung. | D-6-6327-0276 |      |

### Gemarkung Oberickelsheim
| Lage                      | Objekt                                         | Akten-Nr.     | Bild |
| ------------------------- | ---------------------------------------------- | ------------- | ---- |
| Oberickelsheim (Standort) | Siedlung der Bronzezeit und der Hallstattzeit. | D-5-6326-0017 |      |

### Gemarkung Unterickelsheim
| Lage                       | Objekt | Akten-Nr.     | Bild |
| -------------------------- | --- | ------------- | ---- |
| Unterickelsheim (Standort) | Siedlung des Jungneolithikums, der Bronzezeit, der Urnenfelderzeit, der Hallstattzeit und der frühen römischen Kaiserzeit.                                              | D-6-6326-0219 |      |
| Unterickelsheim (Standort) | Siedlung vor- und frühgeschichtlicher Zeitstellung. | D-6-6326-0239 |      |
| Unterickelsheim (Standort) | Siedlungs vor- und frühgeschichtlicher Zeitstellung. | D-6-6326-0247 |      |
| Unterickelsheim (Standort) | Archäologische Befunde des Mittelalters und der frühen Neuzeit im Bereich der Evangelisch-Lutherischen Pfarrkirche St. Nikolaus von Unterickelsheim sowie Körpergräber. | D-6-6326-0327 |      |
| Unterickelsheim (Standort) | Siedlung vor- und frühgeschichtlicher Zeitstellung. | D-6-6327-0002 |      |
| Unterickelsheim (Standort) | Siedlung vorgeschichtlicher Zeitstellung. | D-6-6427-0001 |      |

### Gemarkung Wässerndorf
| Lage                   | Objekt | Akten-Nr.     | Bild |
| ---------------------- | --- | ------------- | ---- |
| Wässerndorf (Standort) | Siedlung der Linearbandkeramik und des Mittelneolithikums sowie Grabenwerk vorgeschichtlicher Zeitstellung, vermutlich des Neolithikums, mit dreifachem Grabensystem. | D-6-6327-0093 |      |
| Wässerndorf (Standort) | Siedlung vor- und frühgeschichtlicher Zeitstellung. | D-6-6327-0120 |      |
| Wässerndorf (Standort) | Siedlung vor- und frühgeschichtlicher Zeitstellung. | D-6-6327-0139 |      |